# 傑森·沃許本
傑森·柯林·沃許本（1990年6月5日—）為美國男子籃球運動員，場上位置為中鋒，現效力於台灣職業籃球大聯盟新北國王。
沃許本來自密西根州巴特爾克里克，就讀巴特爾克里克中央高中與犹他大学，2013年大學畢業後在NBA選秀落選，轉往海外打球，2015年8月獲得參加夏洛特黃蜂訓練營機會。2015年10月NBA新賽季開打前沃許本被夏洛特黃蜂釋出。11月普里斯提納與沃許本簽約。
2016年8月B1聯賽橫濱海盜與沃許本簽約。2017年6月橫濱海盜與沃許本續約。11月沃許本因傷勢與橫濱海盜解除合約。2018年8月克盧日-納波卡大學與沃許本簽約。2019年6月橫濱海盜與沃許本簽約。12月沃許本因傷勢與橫濱海盜解除合約。2020年8月B1聯賽琉球黃金國王以COVID-19疫情條款與沃許本簽約。沃許本代表琉球黃金國王出賽四場。10月琉球黃金國王取消註冊沃許本。11月B1聯賽新潟天鵝與沃許本簽約。2021年6月B2聯賽福島火絆與沃許本簽約。
2022年8月P. LEAGUE+桃園璞園領航猿與沃許本簽約。例行賽總計出賽26場，場均可挹注21.3分、10.6籃板。2023年9月領航猿與沃許本續約。沃許本出賽37場，場均攻下21.86分、13.16籃板。2024年8月沃許本加盟台灣職業籃球大聯盟（TPBL）新北國王。12月沃許本繳出場均21.6分、11.2籃板、1.2阻攻、1抄截的表現，在2025年1月7日獲選TPBL2024-25賽季12月最佳洋將。2024-25賽季沃許本獲選TPBL年度外援與年度第一隊。8月13日，新北國王宣布與沃許本完成續約。
2016年夏天，沃許本入選保加利亞國家隊後取得保加利亞護照，後代表保加利亞參加2017年歐洲籃球錦標賽資格賽。

## 外部連結
- 傑森·沃許本的Instagram帳戶
- 傑森·沃許本在fiba.basketball（英语）
- 傑森·沃許本在B.LEAGUE官網（日语）
- 傑森·沃許本在P. LEAGUE+官網
- 傑森·沃許本在台灣職業籃球大聯盟官網
- 傑森·沃許本在Basketball-Reference.com（NBA）（英语）
- 傑森·沃許本在Sports-Reference.com（NCAA）（英语）
- 傑森·沃許本在Eurobasket.com（球員）（英语）
- 傑森·沃許本在Proballers（英语）
- 傑森·沃許本在RealGM（球員）（英语）
- 傑森·沃許本在Flashscore（英语）